# Schansspringen
Schansspringen is een wintersport waarbij op ski's van een helling (de 'schans') gesprongen wordt. Het doel daarbij is om zowel zo ver mogelijk als zo mooi mogelijk te springen. Al vanaf de eerste Olympische Winterspelen in 1924 staat het schansspringen op het programma. De internationale organisatie die de schansspringsport vertegenwoordigt is de FIS.
Schansspringen wordt hoofdzakelijk individueel beoefend. Daarnaast zijn er landenwedstrijden waarbij vier springers per land aan de start komen. Het is hoofdzakelijk een mannensport. In 2014 was het vrouwenschansspringen voor het eerst een olympisch onderdeel. De vrouwen sprongen alleen van de kleine schans. Schansspringen is hoofdzakelijk een wintersport, maar wordt ook in de zomer beoefend op een kunstmatige ondergrond. De noordse combinatie is een vorm van skisport waarbij de twee onderdelen van het noords skiën, schansspringen en langlaufen, gecombineerd worden. Skivliegen is een extreme vorm van schansspringen waarbij vanaf erg grote schansen meer dan 200 meter gesprongen kan worden. De sport is populair in Scandinavië, de Alpenlanden, Polen, Rusland, Tsjechië en Japan.

## Geschiedenis

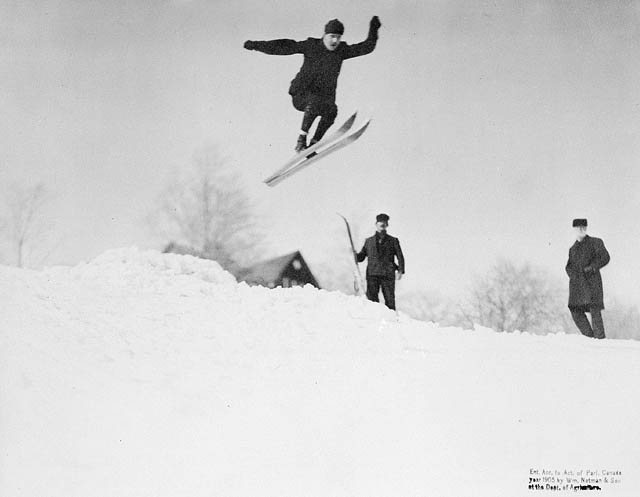
schansspringen in 1905

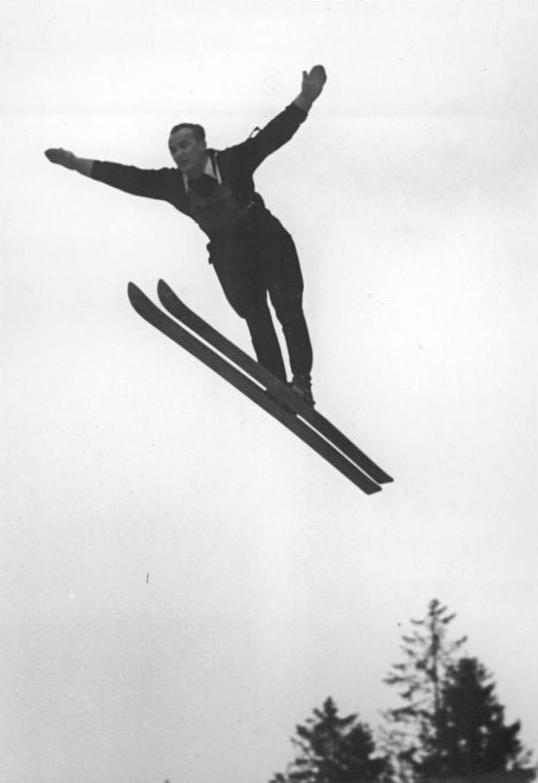
schansspringen in 1951

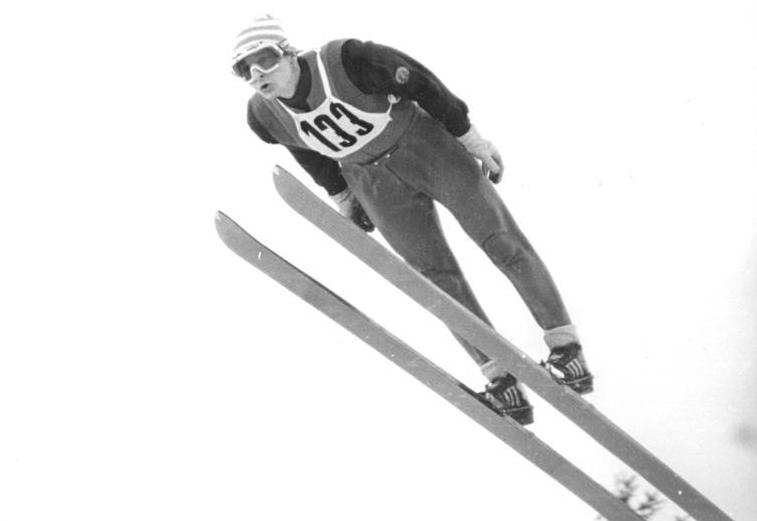
Schansspringen in 1973

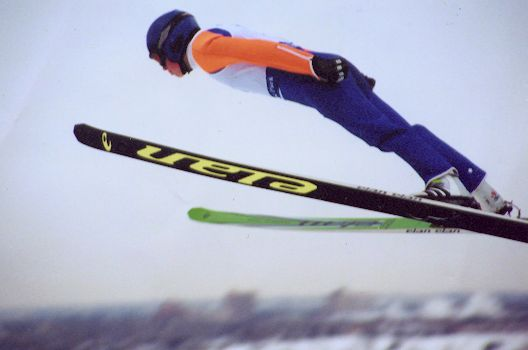
de V-stijl sinds de jaren 90

Schansspringen bestaat al sinds het begin van de 19e eeuw, toen werd in de Noorse provincie Telemark al over stapels hout en daken heen gesprongen. De eerste gemeten sprong werd in 1808 gesprongen door Olaf Rye. Hij sprong 9,5 meter.
De eerste echte wedstrijd werd in 1862 in Trysil (Noorwegen) gehouden. In 1879 werd in Oslo de eerste grotere schans gebouwd. Vanaf toen werd daar voor het eerst een jaarlijks terugkerend evenement gehouden; de Husebyrennene. In 1892 werd deze wedstrijd verplaatst naar de Holmenkollenschans; de winnende sprong was 21,5 meter. Sindsdien is de Holmenkollen het mekka van de schansspringsport. Vanuit Noorwegen breidde de sport zich uit naar Zweden en Finland. Vervolgens via Oostenrijk en Zwitserland naar de overige Alpenlanden.

## De sprong
De schanssprong is onderverdeeld in vijf stappen:
1. De voorbereiding: de springer zit op een balk bovenaan de schans. Deze balk kan door de jury hoger of lager op de schans worden geplaatst, afhankelijk van de omstandigheden.
2. De aanloop: de springer maakt snelheid op de schans door zijn aerodynamische houding. De snelheden lopen op tot 80–100 km/h.
3. De afzet: de knieën en het lichaam worden gestrekt in een snelle beweging.
4. De vlucht: de ski's staan gespreid in de V-vorm. Met de armen worden kleine koerscorrecties uitgevoerd.
5. De landing: de ski's gaan in telemarkpositie of parallel.

## Technieken
De techniek van het schansspringen is in de loop van vorige eeuw flink geëvolueerd. In de beginjaren hielden de springers hun ski's naast elkaar en maakten een roterende beweging met hun armen, waarschijnlijk om de beweging van vogels te imiteren. Later hield men de armen stijf langs het lichaam. Een grote sprong voorwaarts werd gemaakt door de introductie van de V-stijl eind 1986 door de Zweed Jan Boklöv. De eigenlijke uitvinder ervan was de Pool Mirosław Graf in 1969.
Bij die stijl worden de ski's in een V-vorm gebracht en wordt het lichaam zover mogelijk, tussen de twee ski's gebracht. Hierdoor vang je meer wind en word je verder gedragen. In de beginjaren kende de jury voor deze, in hun ogen lelijke, stijl minder punten toe, maar dit werd ruim gecompenseerd door de extra verre sprongen. Toen iedereen massaal overstapte op deze techniek, heeft de jury haar oordeel aangepast.

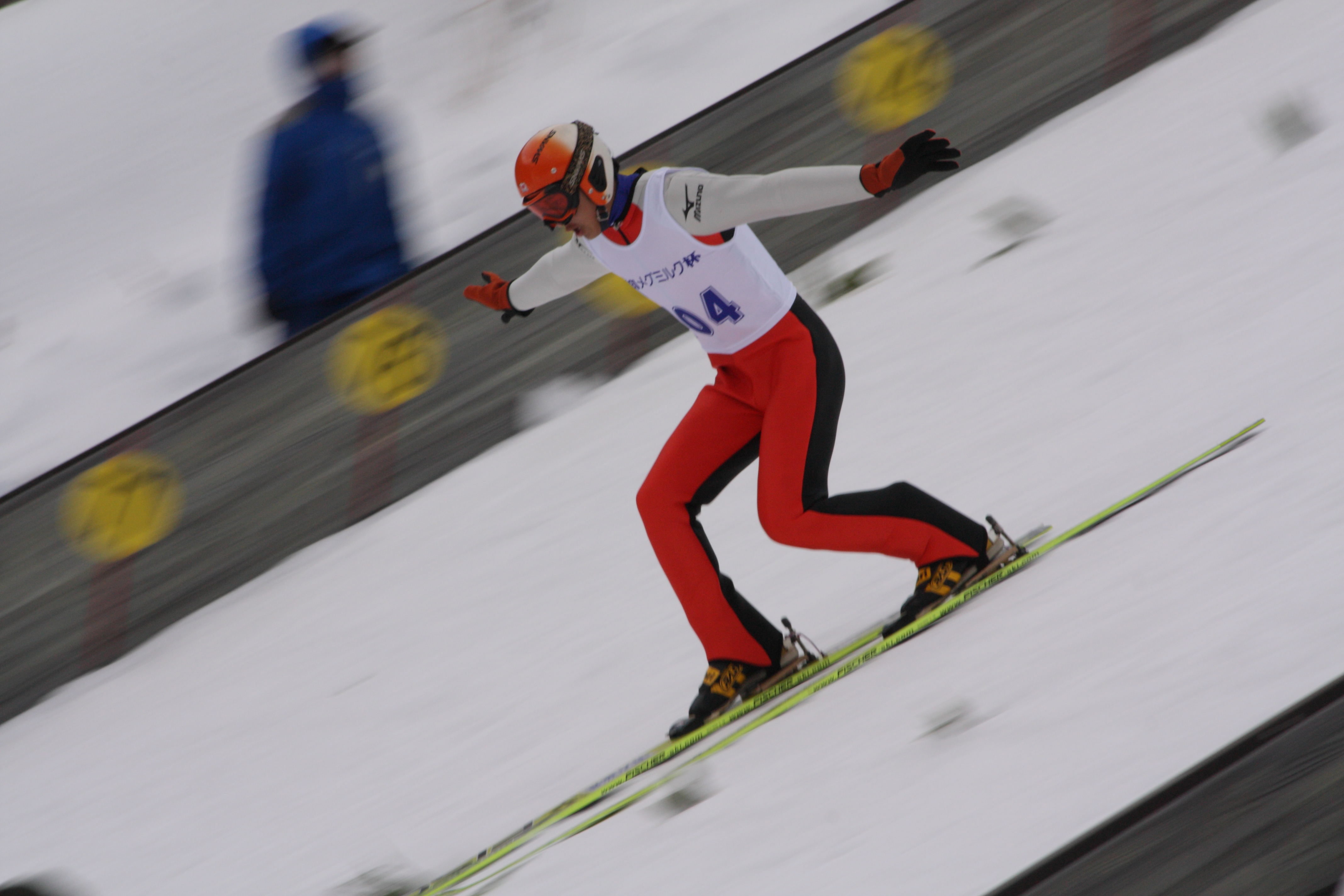
Telemark-landing

Een zogenoemde Telemark-landing scoort beter bij de jury dan een gewone landing met twee parallelle ski's. Bij de Telemark (genoemd naar de Noorse provincie) buigt de springer direct na de landing extra ver door één been (als ware het een aanzoek aan de jury). Deze manier van landen is moeilijk en hiermee laat de springer zien dat hij de landing goed onder controle heeft. Bij zeer verre sprongen wordt uit veiligheidsoverwegingen vaak de parallelle landing uitgevoerd, maar dat wordt dan door de jury slechter beoordeeld.

## De schansen

Schematische tekening van een schans

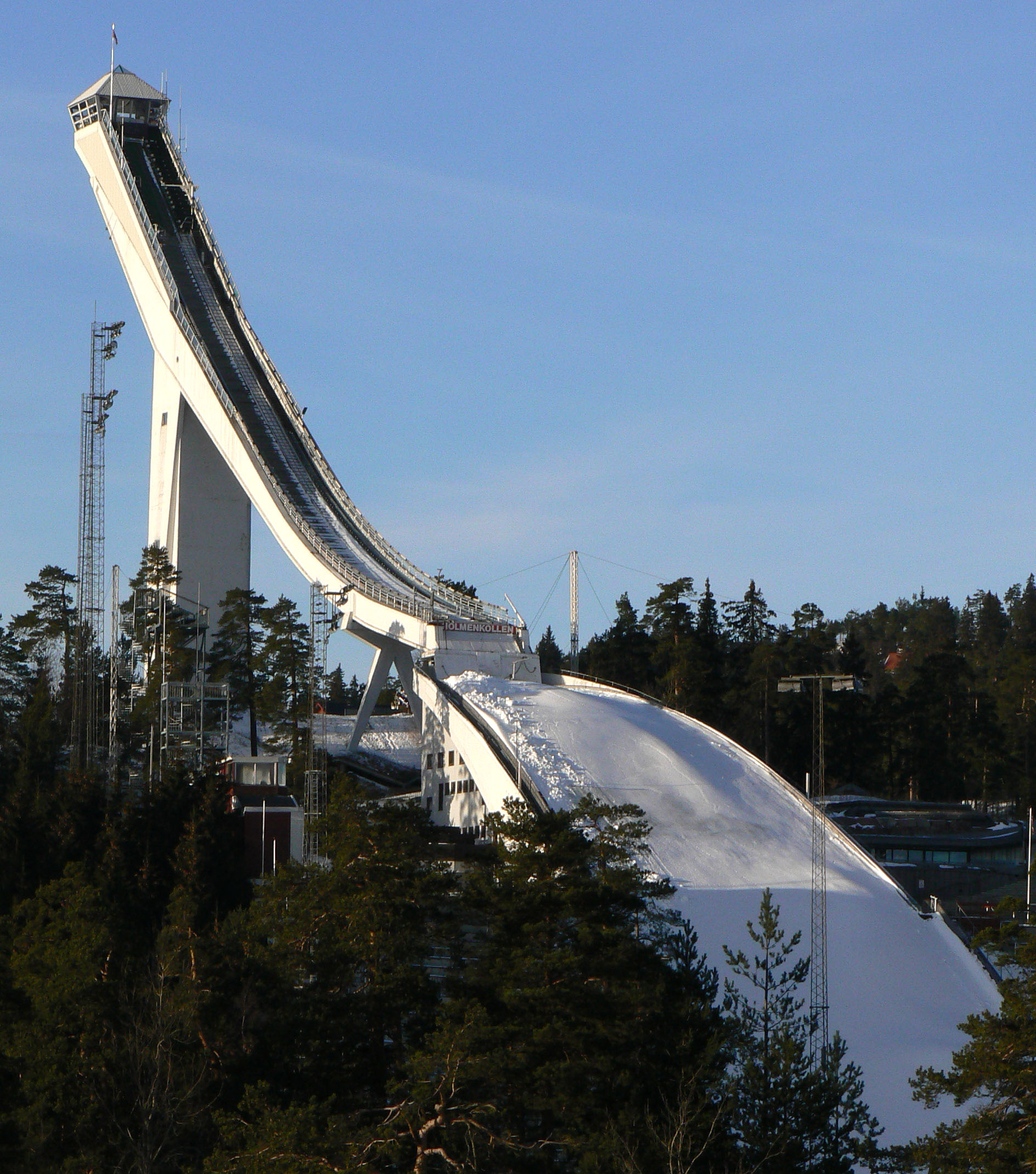
De Holmenkollenschans in Noorwegen

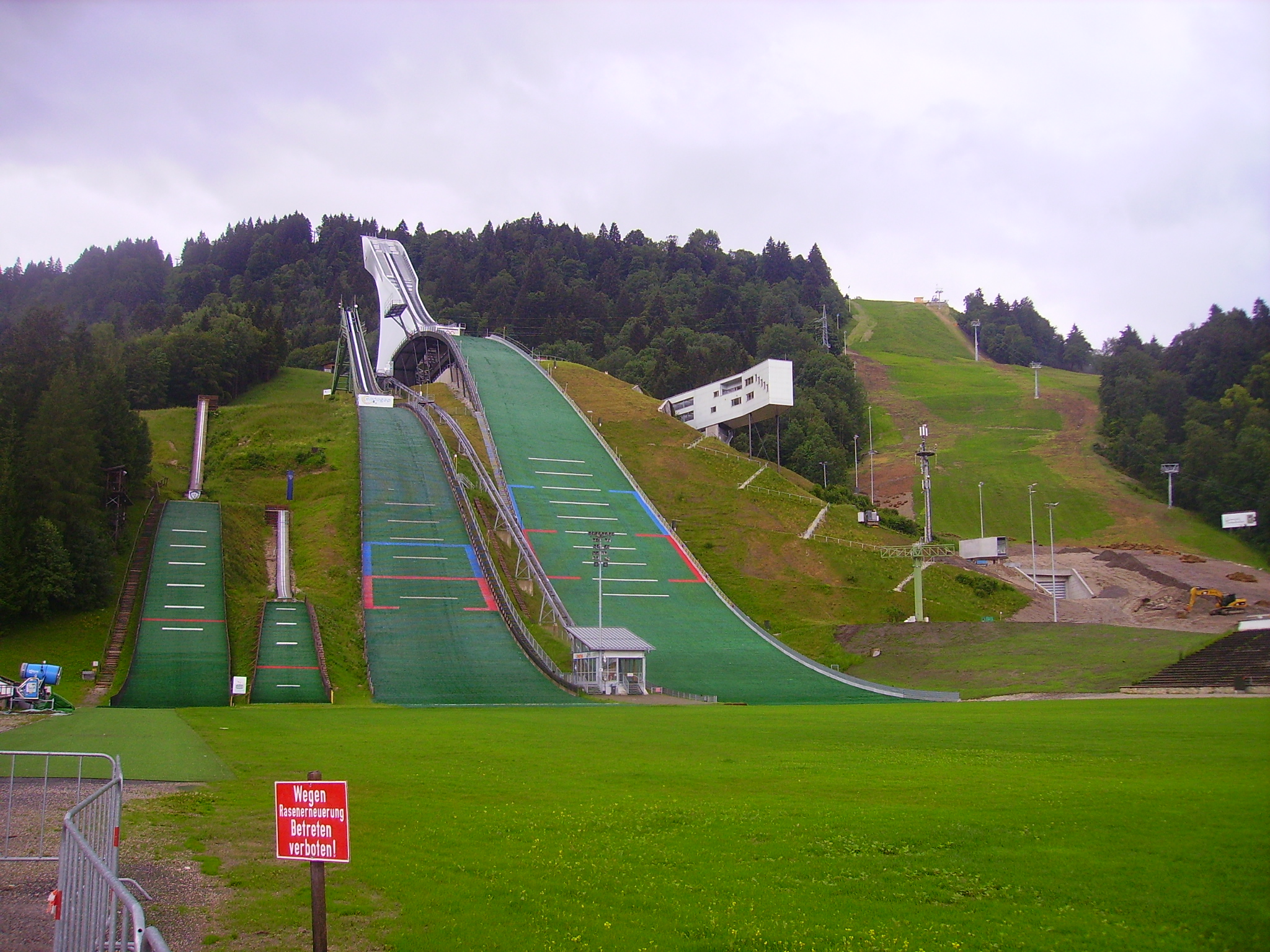
Vier schansen in Garmisch-Partenkirchen

De wedstrijdschansen zijn er in verschillende afmetingen. Bij de indeling van schansen wordt gebruikgemaakt van het K-punt. Dit is de afstand die onder normale omstandigheden door goede schansspringers veilig kan worden gesprongen. De meeste wedstrijdschansen zijn K90- of K120-schansen.
Een gebruikelijke indeling is die in:
- Kleine schansen: K-waarde 80–100 m
- Grote schansen: K-waarde 100–130 m
- Skivliegschansen: K-waarde 145–185 m (slechts vijf goedgekeurde schansen ter wereld)

Tegenwoordig wordt de grootte van een schans steeds vaker in HS (hillsize) uitgedrukt. Over het algemeen is de HS-waarde groter dan de K-waarde.

## Puntentelling
De springer kan een wedstrijd winnen door de meeste punten te behalen. Een springer haalt punten voor de afstand en de stijl van de sprong. Als een springer precies op het K-punt landt, krijgt hij 60 punten (120 bij skivliegen). Elke meter meer betekent 1,8 punt erbij en elke meter minder betekent 1,8 punt eraf. Dan krijgt de springer nog punten voor de stijl. Bij elke wedstrijd zijn er 5 juryleden aanwezig. Deze honoreren de aanloop, afsprong, vlucht, het neerkomen, uitloop en de afstand in een puntentotaal. Direct na de sprong moeten ze een score doorgeven die tussen de 0 en de 20 punten ligt. De hoogste en de laagste score worden vervolgens weggestreept. De resterende drie scores worden bij elkaar opgeteld en samen met de punten voor de sprong komt de springer dan tot een eindscore. Sinds 2010 worden bij elke sprong de windomstandigheden gemeten en vertaald in bonuspunten, positief of negatief. Indien gedurende de wedstrijd van gate wordt gewisseld, wordt (eveneens sinds 2010) bij de score een aantal punten toegevoegd of ervan afgetrokken om dit voor- of nadeel ten opzichte van de andere springers te compenseren.

## Individuele wedstrijd
Een individuele wedstrijd verloopt als volgt:

### Kwalificatie
- de beste 10 springers volgens de actuele stand om de wereldbeker zijn automatisch geplaatst voor de wedstrijd. Zij mogen deelnemen aan de kwalificatie, maar kunnen niet worden uitgeschakeld.
- alle overige deelnemers maken één sprong. Van deze deelnemers plaatsten de 40 springers met de meeste punten zich voor de wedstrijd.

### Wedstrijd, eerste ronde

#### standaard
De vijftig geplaatste springers maken één sprong, in omgekeerde volgorde van de actuele stand om de wereldbeker. De dertig springers met de meeste punten plaatsen zich voor de finale.

#### KO-systeem (Vierschansentoernooi)
De vijftig geplaatste springers springen paarsgewijs tegen elkaar (de eerste tegen de 50e, de tweede tegen de 49e enz.), en per duel plaatst degene met de meeste punten zich voor de finale. De vijf beste verliezers mogen als "lucky losers" ook naar de finale.

### Wedstrijd, finaleronde
De dertig geplaatste deelnemers springen in omgekeerde volgorde (dus de beste uit de eerste ronde als laatste). De behaalde punten worden opgeteld bij de punten uit de eerste ronde. De springer met de meeste punten wint.

## Landenwedstrijd
Een landenwedstrijd verloopt als volgt:

### Wedstrijd, eerste ronde
De ronde bestaat uit vier blokken. Elk team mag zelf bepalen welke springer in welk blok zit. In elk blok springt van elk land één verschillende deelnemer. Er wordt gesprongen in aflopende volgorde van het actuele landenklassement. De behaalde punten per land worden opgeteld. De acht landen met de hoogste score gaan door naar de finaleronde.

### Wedstrijd, finaleronde
De eerste drie blokken uit de eerste ronde springen in dezelfde volgorde en met dezelfde deelnemers. De punten worden opgeteld met de punten uit de eerste ronde. In het laatste blok hangt de startvolgorde af van de tussenstand; er wordt gesprongen in aflopende volgorde, waarbij het beste land als laatste start. Het totaal van alle acht sprongen bepaalt de winnaar.

## Wedstrijden, mannen
Naast de Olympische Spelen is het Vierschansentoernooi de meest prestigieuze wedstrijd. Vooral het nieuwjaarsspringen in Garmisch-Partenkirchen springt in het oog.

### Olympische Spelen
Vanaf de eerste Olympische Spelen staat schansspringen (vanaf de kleine schans) op het programma. Sinds 1964 is daar de grote schans aan toegevoegd. De landenwedstrijd heeft plaats sinds 1988. De eerste olympisch kampioen was de Noor Jacob Tullin Thams. De huidige kampioen op de kleine schans is de Duitser Andreas Wellinger en op de grote schans de Pool Kamil Stoch. Noorwegen is de regerend landenkampioen.

### Vierschansentoernooi

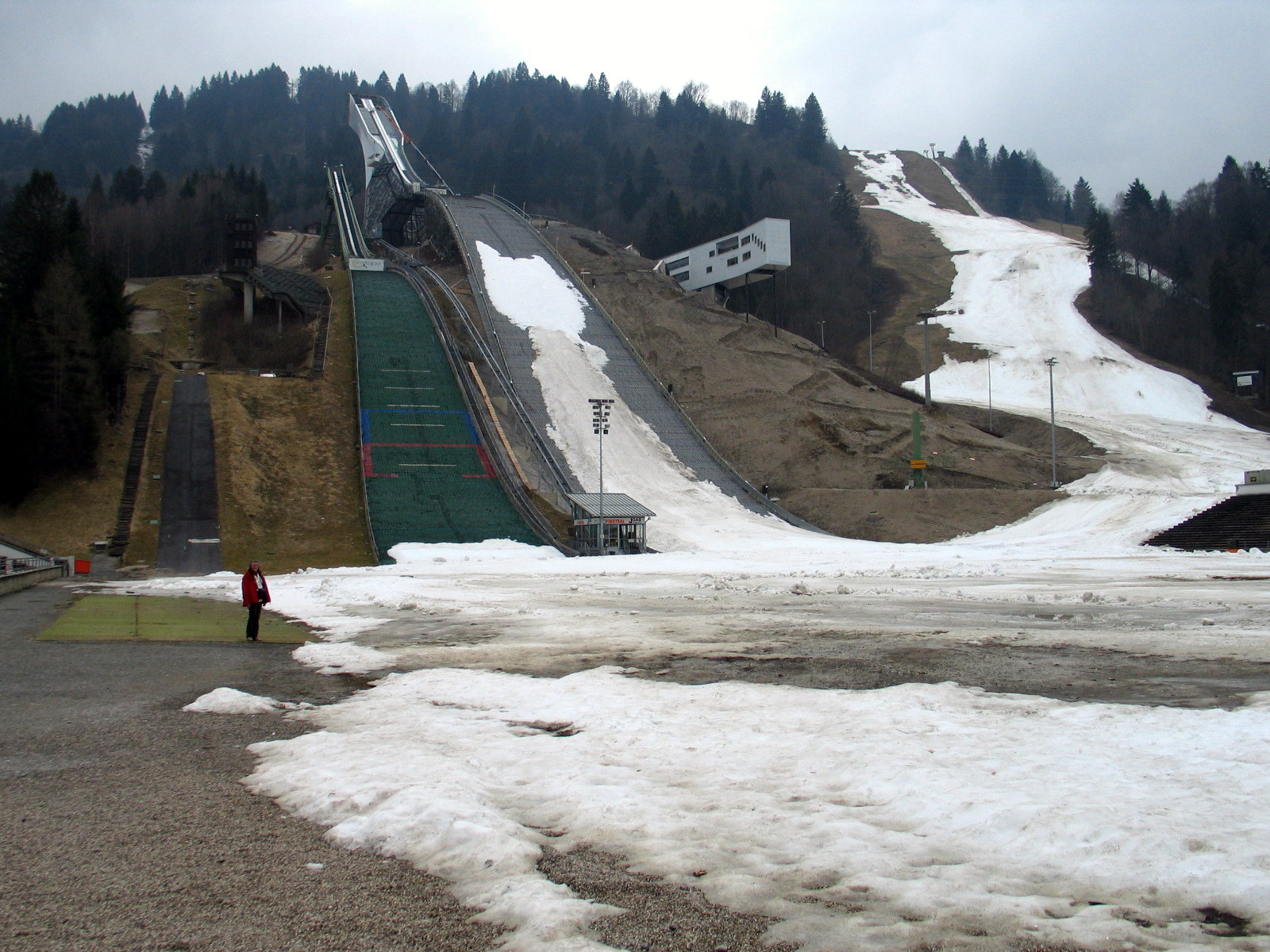
De nieuwe schans van Garmisch-Partenkirchen (2008)

Het Vierschansentoernooi vindt jaarlijks plaats tussen Kerst en 6 januari. In die 2 weken worden er 4 schansen aangedaan: Oberstdorf, Garmisch-Partenkirchen (beide in Duitsland), Innsbruck en tot slot Bischofshofen (beide in Oostenrijk). De wedstrijd in Garmisch Partenkirchen staat bekend als "Neujahrsspringen"(Nieuwjaarsspringen) omdat deze altijd op 1 januari (Nieuwjaarsdag) wordt gehouden. De springer die over deze 4 wedstrijden de meeste punten haalt is de winnaar. De Duitser Sven Hannawald (in 2002), de Pool Kamil Stoch (in 2018) en de Japanner Ryoyu Kobayashi (in 2019) zijn de enige schansspringers tot nu toe die alle vier wedstrijden in één seizoen op zijn naam geschreven heeft. Recordwinnaar is de Fin Janne Ahonen. Hij won het toernooi vijf keer.
De eerste editie had plaats in 1953. De Japanner Ryoyu Kobayashi is de recentste winnaar.
Nederland kende een 70-jaar lange traditie van televisie-uitzending van het schansspringen uit Garmisch Partenkirchen op Nieuwjaarsdag door de publieke omroep. Op 27 december 2024 besloot de sportredactie van de NOS daar plotseling mee te stoppen ten gunste van het marathonschaatsen. Mede in reactie op vele protesten besloot de zender SBS6 de uitzending van het schansspringen over te nemen, dit met het vertrouwde commentaar van Evert ten Napel.

### Wereldkampioenschappen schansspringen
De wereldkampioenschappen schansspringen bestaat al sinds 1925 (kleine schans). Vanaf 1962 wordt ook op de grote schans gesprongen terwijl de landenteams vanaf 1982 meedoen.
Om de twee jaar (oneven jaren) wordt het kampioenschap gehouden. Regerend kampioenen zijn de Oostenrijker Stefan Kraft (kleine én grote schans) en het Poolse team.

### Wereldkampioenschappen skivliegen
De wereldkampioenschappen skivliegen staat elke twee jaar op het programma (even jaren) en wordt gehouden sinds 1972. Het kampioenschap rouleert tussen de vijf geschikte schansen. Regerend kampioenen zijn de Noor Daniel-André Tande en het Noorse team.

### Wereldbeker
Vanaf 1979 wordt de wereldbeker schansspringen georganiseerd. Dit is een regelmatigheidsklassement. Tijdens een dertigtal wedstrijden, zowel schansspringen als skivliegen, wordt via een puntensysteem bepaald wie de beste schansspringer van het seizoen is. De winnaar van een wedstrijd krijgt 100 punten, de tweede 80, de derde 60, de dertigste plaats is nog goed voor 1 punt.

### Nordic Tournament
Van 1997 tot en met 2010 werd het Nordic Tournament georganiseerd. Het was de Scandinavische tegenhanger van het Vierschansentoernooi, met twee wedstrijden in Finland en twee in Noorwegen. De springer die over deze 4 wedstrijden de meeste punten haalde was de winnaar.

### Grand Prix
Sinds 1994 organiseert de FIS tijdens de zomerperiode de Grand Prix. Er wordt zowel een individueel als een landenklassement over de verschillende wedstrijden heen opgemaakt. Het principe van de Grand Prix is te vergelijken met dat van de wereldbeker.

## Wedstrijden, vrouwen
Tot voor kort was het schansspringen een mannensport. De FIS organiseert sinds 1998 wedstrijden voor vrouwen. Vanaf 2005 ging de FIS Continental Cup (Ladies) van start. In het seizoen 2008/2009 worden 16 individuele en 1 landenwedstrijd georganiseerd. Sinds 2006 is er een wereldkampioenschap voor junioren.
Het eerste wereldkampioenschap voor vrouwen werd in 2009 gehouden tijdens het WK noords skiën in het Tsjechische Liberec, er werd één individuele wedstrijd gehouden. Met ingang van het seizoen 2011/2012 gaat de FIS een wereldbekercyclus voor vrouwen organiseren bestaande uit 14 individuele wedstrijden.
De FIS heeft tevergeefs bij het Internationaal Olympisch Comité voorgesteld om tijdens de Olympische Spelen 2010 in Vancouver een wedstrijd voor vrouwen te houden. Het Executive Board van het IOC heeft het verzoek afgewezen op grond van een te beperkte hoeveelheid atleten en deelnemende landen. In 2014 is schansspringen voor het eerst als olympische sport uitgevoerd door vrouwen. Dit gebeurde op de Olympische Spelen van Sochi. Er werd alleen op de (kleine) normale schans gesprongen.

## Wereldrecord, ontwikkeling
Door de jaren heen is vaak het wereldrecord aangescherpt. Een aantal interessante mijlpalen staat hieronder:
- 23 m - 1879 - het eerste officiële wereldrecord
- 72 m - 1927 - voor het eerst een niet Noorse recordhouder (de Zwitser Bruno Trojani)
- 101 m - 1936 - voor het eerst over de 100 m (de Oostenrijker Sepp Bradl )
- 150 m - 1967 - voor het eerst over de 150 m (de Noor Lars Grini)
- 200 m - 1994 - voor het eerst over de 200 m (de Fin Toni Nieminen)
- 250 m - 2015 - voor het eerst over de 250 m (de Sloveen Peter Prevc)
- 251,5 m - 15 februari 2015 - (gesprongen door Anders Fannemel)
- 252 m - 18 maart 2017 (de Noor Robert Johansson )
- 253,5 m - 19 maart 2017 - Stefan Kraft
- 254,5 m - 30 maart 2025 - Domen Prevc (huidig wereldrecord)

Het wereldrecord bij de vrouwen staat met 200 meter op naam van de Oostenrijkse Daniela Iraschko, gesprongen op 29 januari 2003 in Bad Mitterndorf.

## Materiaal

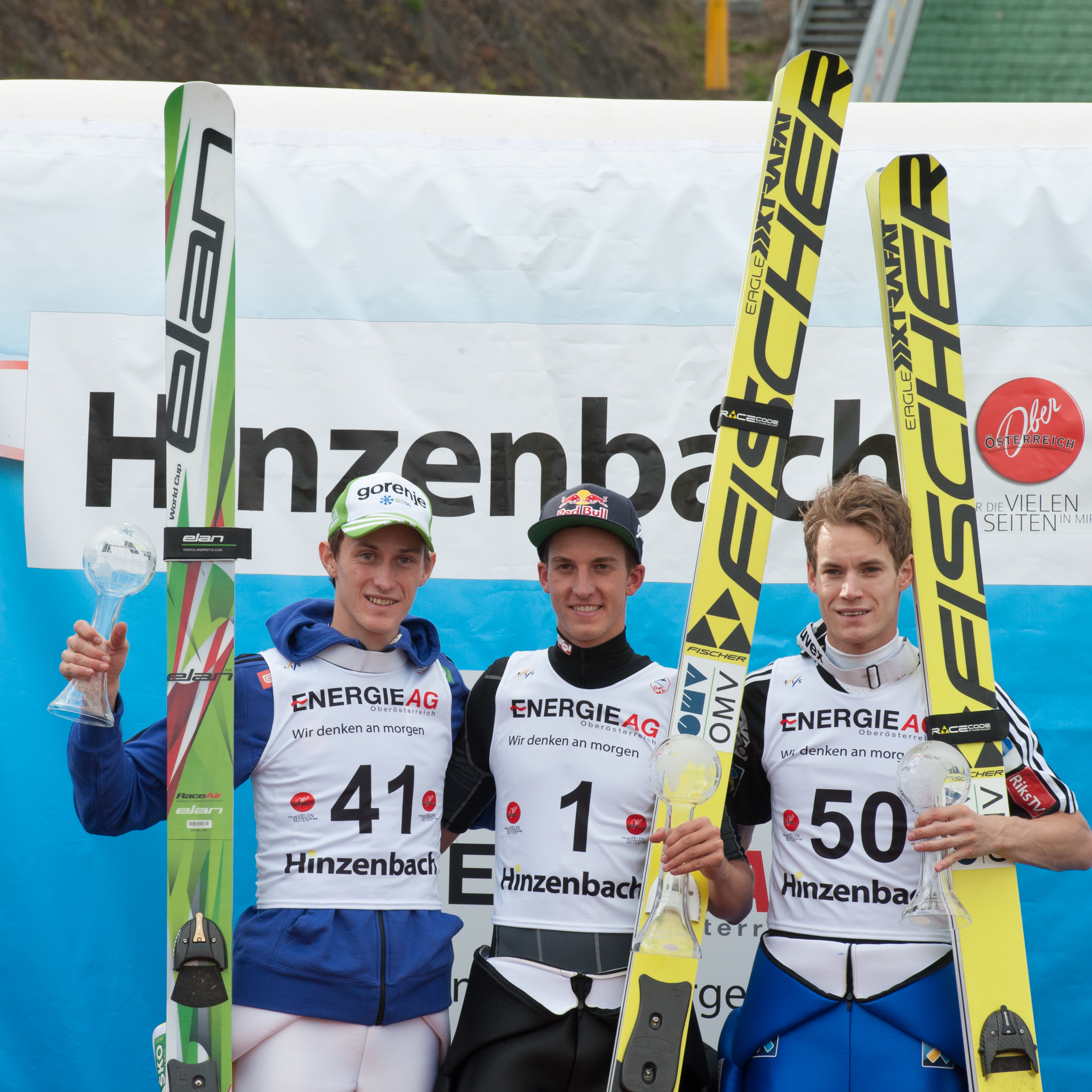
Springers met hun ski's

Bij schansspringen worden in vergelijking met het alpineskiën bredere en langere ski's (240 tot 270 cm) gebruikt. De pakken zijn van een soort schuimrubber.
Er gelden strenge materiaalvoorschriften, zowel voor de ski's als voor de pakken. Wat wel en niet mag hangt af van het gewicht en de lengte van de springer.

## Veiligheid
Schansspringen is een gevaarlijke sport. Om veilig te kunnen springen zijn een goede techniek en goede weersomstandigheden nodig. Een plotselinge zijwind of een sterke rugwind kan bijvoorbeeld tot zware ongelukken leiden. Tijdens de wedstrijd wordt de windkracht en -richting continu bepaald. Pas als de jury aangeeft dat deze binnen de toegestane marge is, en de landings- en aankomstzone vrij zijn voor de sprong krijgt de springer groen licht voor de sprong. Hiervoor gebruikt de jury lichtsignalen in de kleuren groen, oranje en rood. Bij groen licht heeft de springer maximaal 10 seconden om te springen. Meestal geeft de coach met een vlagsignaal aan wanneer de springer het beste kan springen om de gunstigste wind te krijgen.

## Nederlanders
Op dit moment (peildatum 2020) zijn geen Nederlanders actief in het wereldbekercircuit of op het niveau daaronder. Zeven Nederlandse mannen en twee Nederlandse vrouwen kwamen ooit uit op het hoogste niveau.
Mannen
Gerrit Konijnenberg was in 1988 de eerste Nederlander op het hoogste niveau; hij debuteerde tijdens het Vierschansentoernooi in Garmisch-Partenkirchen op nieuwjaarsdag. Hij deed in totaal mee aan vijf wereldbekerwedstrijden maar kwam nooit verder dan een 108e plaats. Aan een WK deed hij niet mee.
De eerste Nederlander op een WK was Peter van Hal. In 1995 werd hij zowel op de normale als op de gewone schans 56e. Van Hal, tegenwoordig commentator bij het schansspringen voor Eurosport, sprong geen wereldbekerwedstrijden.
In de periode 1999-2003 waren vijf Nederlanders actief op het hoogste niveau; Ingemar Mayr, Niels de Groot, Jeroen Nikkel, Boy van Baarle en Christoph Kreuzer. Twee keer werd zelfs aan een teamwedstrijd werd meegedaan. De resultaten waren wisselend en niet genoeg voor de Olympische Spelen van 2002.
Mayr kwam het vaakst voor Nederland in actie (15 keer) en had het beste wereldbekerresultaat; 22e in Hakuba.
Kreuzer is de enige Nederlander die ooit aan het WK-skivliegen deel nam. In 2002 in Harrachov werd hij 44e.
Mayr scoorde van alle Nederlanders op het WK-skispringen het beste met twee keer een 46e plaats.
Vrouwen
Bij de vrouwen waren Wendy Vuik en Lara Thomae actief. Vuik debuteerde in februari 2007 in de Continental Cup (toen nog het hoogste niveau bij de vrouwen) met een 41e plaats. Thomae debuteerde in augustus 2007 met een 48ste plaats. Vuik is cijfermatig net de beste van de twee met 116 (versus 68) wedstrijden op het hoogste niveau, een beste positie van 11e (versus 13e) en drie (versus 1) WK-deelnames met als beste positie twee keer een 23e plaats (versus een 31e).

## Schansspringen in de zomer
Sinds 1994 wordt er ook in de zomer gesprongen. Het spoor op de schans is dan van porselein of metaal en op de landingszone ligt kunststof. De FIS organiseert jaarlijks van augustus tot oktober de Grand Prix (vergelijkbaar met de wereldbeker), maar dit wordt toch vooral gezien als voorbereiding op het winterseizoen.